# Fotogrammi d'argento al miglior interprete cinematografico spagnolo
I Fotogrammi d'argento al miglior interprete cinematografico spagnolo (Fotogramas de Plata al mejor intérprete de cine español) è stato un premio annuale assegnato dalla rivista spagnola Fotogramas dal 1951 al 1982.

## Vincitori

### Anni 1950
- 1951: Jesús Tordesillas - Pequeñeces
- 1952: Fernando Fernán Gómez - Balarrasa
- 1953: Maruchi Fresno - Anna Bolena (Catalina de Inglaterra)
- 1954: Francisco Rabal - La guerra di Dio (La guerra de Dios)
- 1955: Rafael Rivelles - Beta 7 servizio politico (Murió hace quince años)
- 1956: Pablito Calvo - Mio zio Giacinto (Mi tío Jacinto)
- 1957: Antonio Vilar - Embajadores en el infierno
- 1958: Alberto Closas - Un tesoro en el cielo
- 1959: Armando Calvo - La muralla

### Anni 1960
- 1960: Javier Escrivá - Molokai, l'isola maledetta (Molokai, la isla maldita)
- 1961: Adolfo Marsillach - 091, policía al habla
- 1962: Pepa Flores - Ha llegado un ángel
- 1963: Arturo Fernández - Los cuervos
- 1964: Amparo Soler Leal - La gran familia
- 1965: Julián Mateos - Young Sánchez
- 1966: Julia Gutiérrez Caba - Nunca pasa nada
- 1967: Paco Martínez Soria - La ciudad no es para mí
- 1968: Antonio Iranzo - La piel quemada
- 1969: Sonia Bruno - Oscuros sueños de agosto

### Anni 1970
- 1970: Geraldine Chaplin - La tana (La madriguera)
- 1971: Fernando Rey - Tristana
- 1972: José Luis López Vázquez - El bosque del lobo
- 1973: Analía Gadé - Las melancólicas
- 1974: Ana Torrent - Lo spirito dell'alveare (El espíritu de la colmena)
- 1975: Concha Velasco - Tormento
- 1976: Lola Gaos - Furtivos
- 1977: Felicidad Blanc, Juan Luis Panero, Leopoldo María Panero e Michi Panero - El desencanto
- 1978: Ángela Molina - Camada negra e Nunca es tarde
- 1979: Mónica Randall - La escopeta nacional

### Anni 1980
- 1980: Ángela Molina - El corazón del bosque e La Sabina
- 1981:
  - Óscar Ladoire - Ópera prima
  - Mercedes Sampietro - Gary Cooper, que estás en los cielos
- 1982: Luis Escobar - Patrimonio nazionale (Patrimonio nacional)